# The Barter Network
The Barter Network är ett kommersiellt bytesnätverk för företag grundat 2006 av Gary ”Jason” Bergenske. Nätverket har fler än 500 företagsmedlemmar, vilka handlar mellan sig i den egna valutan (eller utbytesmediet) ”trade dollar”.

## Trade dollar istället för US-dollar
Företagsmedlemmarna måste, vid tecknande av medlemskap, gå med på att handeln inom nätverket sker i trade dollar, inte US-dollar. Trade dollars transfereras elektroniskt (via telefon eller internet) mellan köpare och säljare.

## Skatteregler
I USA är det generellt sett inte möjligt att undvika skattekravet genom att byta tjänster. Enligt skattemyndigheten IRS måste marknadsvärdet vid byten av varor och tjänster tas upp av båda parter.